# Ecce Homo (procissão)

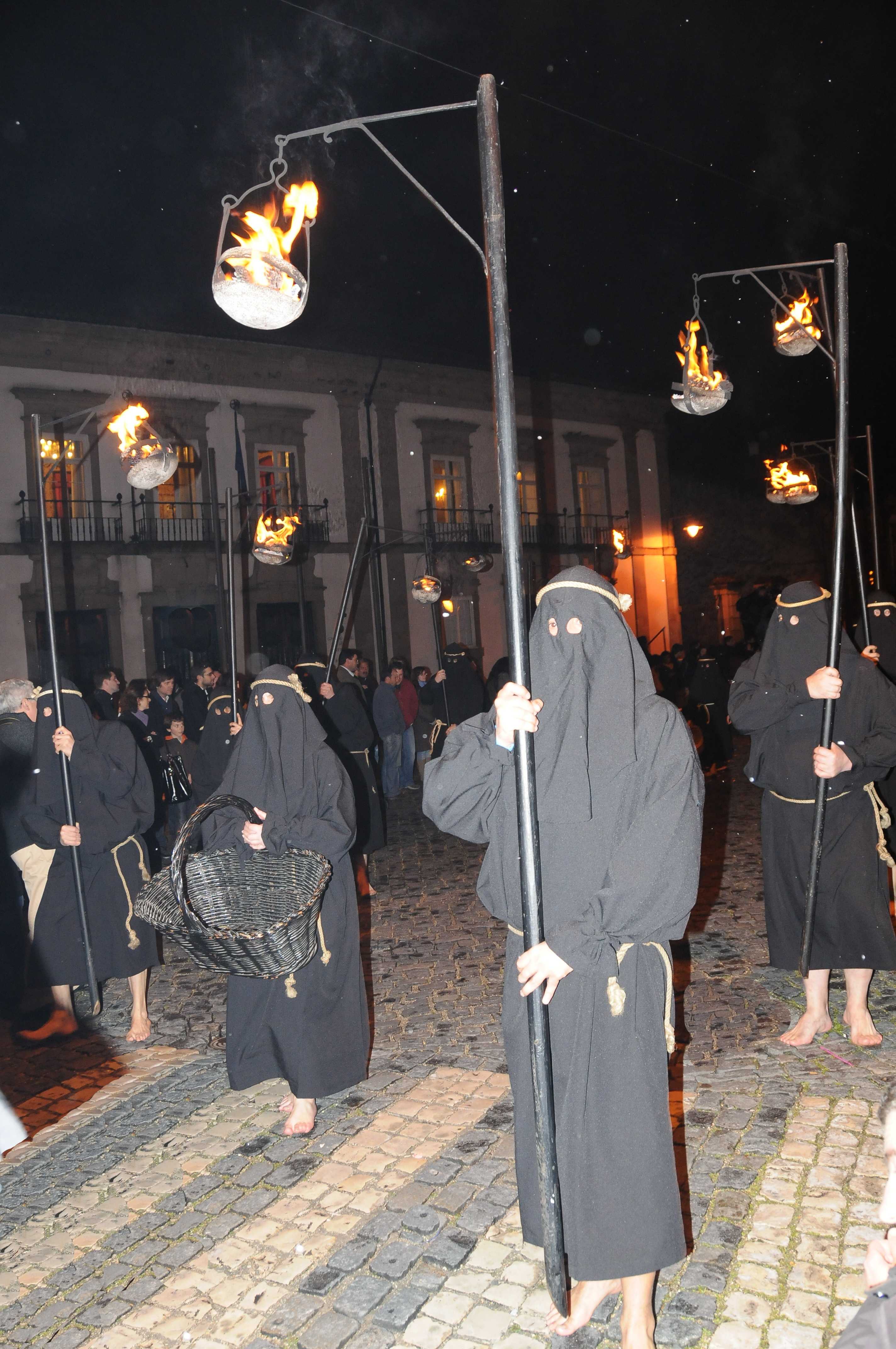
Os característicos Farricocos na procissão Ecce Homo

Ecce Homo é uma procissão nocturna realizada anualmente na cidade de Braga, na Quinta-Feira Santa.
A procissão abre com os farricocos, figuras alegóricas dos antigos penitentes públicos, vestidos de túnicas negras, cingidas com uma corda, com a cabeça tapada. Uns transportam uma cesta metálica com pinhas a arder empunhada numa vara, outros, matracas que produzem ruído ao serem rodadas sobre um eixo.
A procissão é organizada pela Misericórdia de Braga. Os membros da irmandade desfilam com opa negra e tocha acesa na mão.
Apenas desfila um andor, representando o Ecce Homo.